# Rathausplatz (Bruneck)

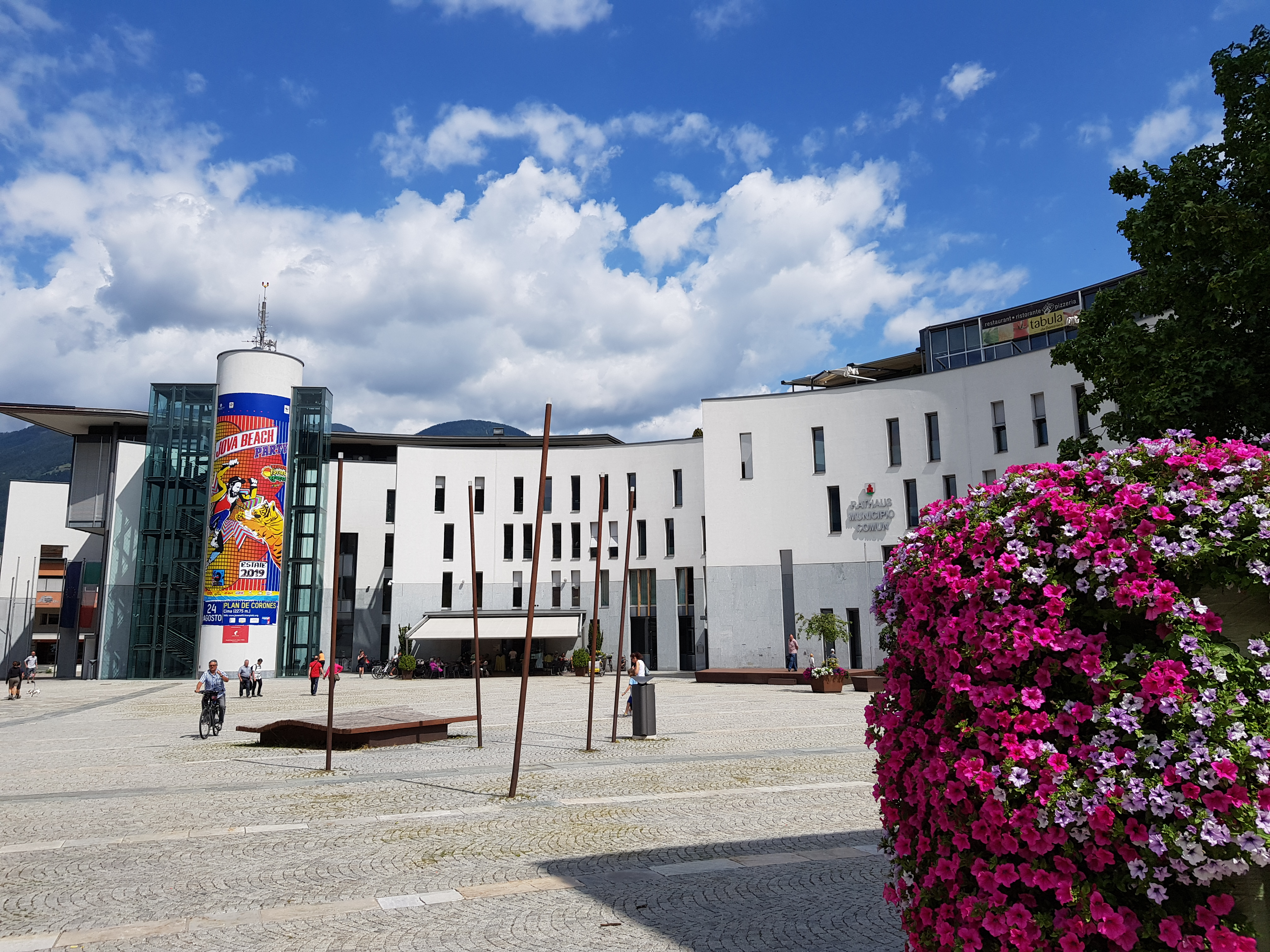
Rathausplatz mit Rathaus

Der Rathausplatz in der Südtiroler Stadt Bruneck ist erst in jüngster Zeit angelegt worden. Er spielt aber bereits eine wichtige Rolle im Leben der Stadt – als Veranstaltungsort und durch die Gebäude, die sich hier befinden. Gegenüber der Altstadt gelegen bildet es das neue öffentliche Verwaltungszentrum Brunecks. Der Rathausplatz umfasst ungefähr 3000 m².

## Geschichte
Der Rathausplatz, zwischen Graben und Europastraße gelegen, befindet sich auf dem Areal, auf dem sich früher der Busbahnhof und das Gefängnis befanden. 2003 erfolgte die offizielle Benennung des Platzes durch den Gemeindeausschuss. Der großflächige Platz dient heute Veranstaltungen wie dem Stadtfest, das alle zwei Jahre stattfindet, und auch für Konzerte. Er ist gepflastert und ohne Bepflanzung. In der Mitte des Platzes tragen in der Nacht blau leuchtende schräge Stelen von Paul Feichter Inschriften aus Texten von Norbert C. Kaser. Außerdem befindet sich in der Nähe des Rathauses eine Bodensonnenuhr von Luis Seiwald, bei der der eigene Körper als zeitangebender Schattenstab fungiert, sofern man sich an den richtigen Punkt am Boden stellt.

## Gebäude

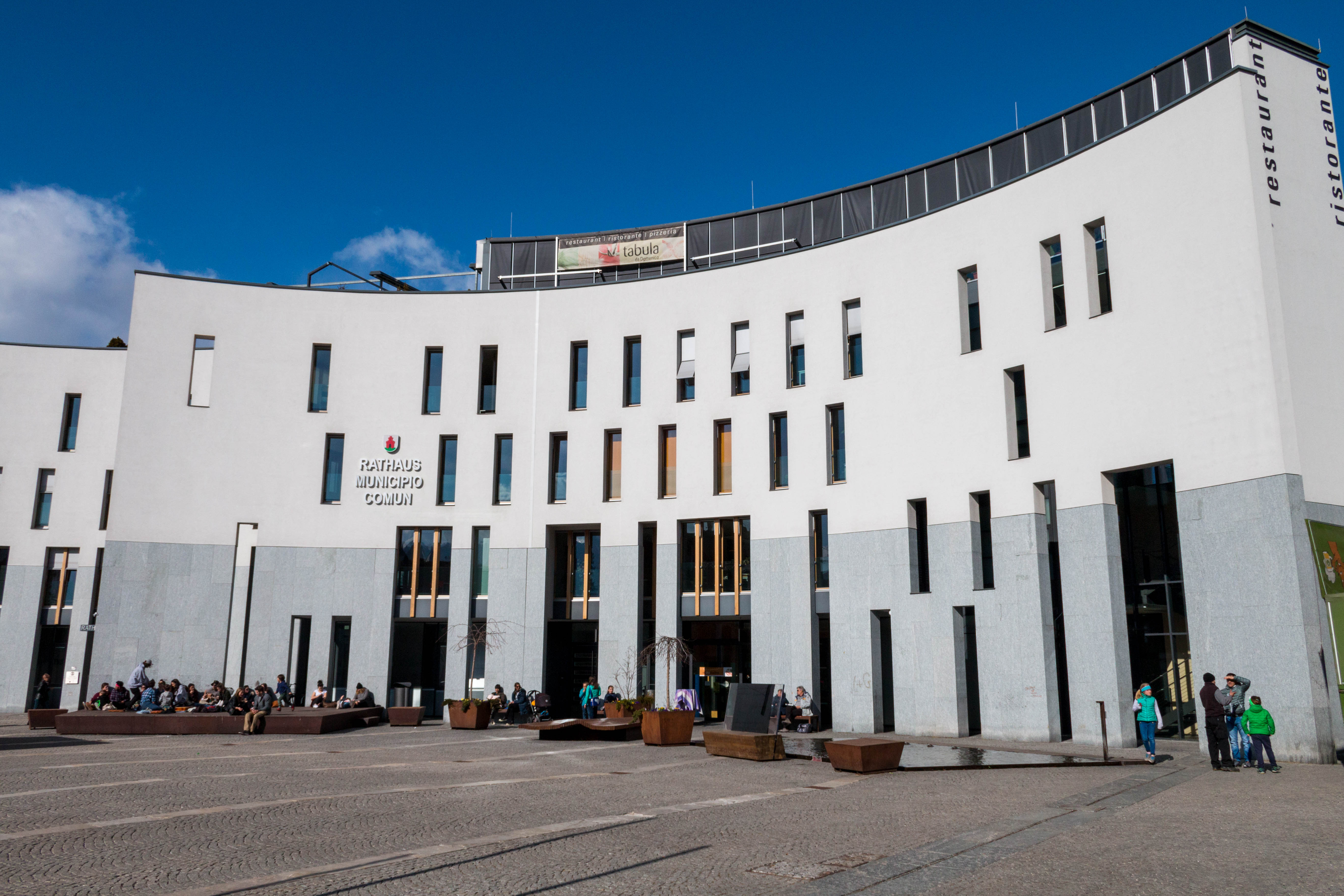
Rathaus

### Nr. 1: Rathaus
Das Rathaus von Bruneck ist bereits das siebente Gebäude mit dieser Funktion in der Stadt. Die früheren Rathäuser standen an der Stadtgasse und am Graben. Das große und moderne Gebäude wurde 2004 eröffnet, war aber wegen der hohen Baukosten von fast 7 Millionen Euro und des modernen Baustils nicht unumstritten. Auffallend ist die gebogene Form, die jener der Stadtgasse im historischen Zentrum Brunecks nachempfunden ist. Zudem war auch der praktische Zweck intendiert, die Winde aus dem Tauferer Tal abzubremsen und den Rathausplatz vor ihnen abzuschirmen. Entworfen wurde das Gebäude vom Architekturbüro Abram & Schnabl. Es ist weiß verputzt, das Erdgeschoss wurde mit großen Natursteintafeln aus Lusener Granit verkleidet. Das Herzstück im Inneren ist der von außen einsehbare Ratssaal. Er ist für 30 Gemeinderatssitze ausgelegt, die halbkreisförmig gruppiert sind. Dahinter sind die Plätze für die Zuseher angeordnet. Der Ratssaal ist hoch und licht und soll den Eindruck von Transparenz vermitteln.

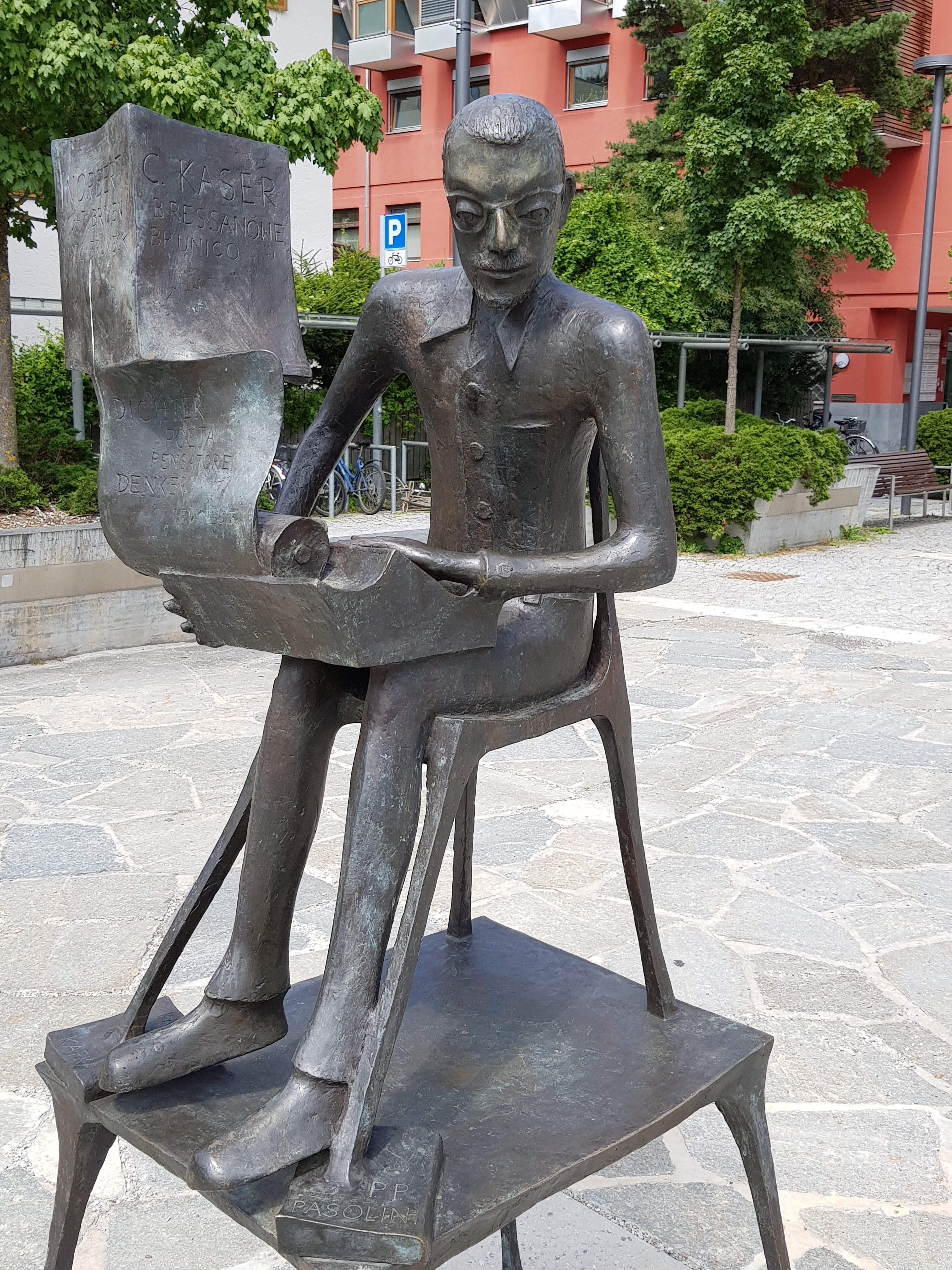
Statue Norbert C. Kaser von Josef Rainer vor der Stadtbibliothek

### Nr. 4: Stadtbibliothek
Die Stadtbibliothek wurde 1980 gegründet und hat u. a. die Aufgabe, das Schrifttum des Pustertals zu sammeln. 1997 wurde sie nach Norbert C. Kaser benannt, dem bekanntesten Schriftsteller Brunecks. Am Bibliotheksgebäude in der Altstadt wurde allerdings nie ein entsprechender Schriftzug angebracht. Der 2013 bezogene Neubau trägt in Anspielung auf Kaser den Namen "Librika". Dort befinden sich auch die Universitätsbibliothek und das Stadtarchiv. Der Vorplatz der Bibliothek wurde künstlerisch gestaltet. So gibt es hier Sitzbänke, gestaltet von Paul Feichter, die Statue Die Lesende von Franz Kehrer und die Statue Kaser von Josef Rainer.

### Nr. 6: Gerichtsgebäude
Das heutige Friedensgericht wurde 1847 als Kreisamtsgebäude errichtet. Es liegt nach allen Seiten hin freistehend zwischen Rathausplatz und Europastraße. Die repräsentative Fassade besteht aus regelmäßigen Fensterreihen (die Fenster gerahmt und gerade verdacht) und einem mittigen, steingerahmten Portal. Eckquader, Gesimse und Pilaster gliedern die Front zusätzlich. Im Inneren befinden sich kreuzgratgewölbte Gänge mit Gurtbogen; im Erdgeschoss finden sich gewölbte Räume. Im Haus befindet sich außer dem Gericht auch die Agentur der Einnahmen, ein Steueramt. Das rückwärts des Gerichts gelegene, ehemalige Bezirksgefängnis – der sogenannte „Tschumpus“ – wurde bei Anlage des neuen Rathausplatzes abgerissen.
- Eintrag im Monumentbrowser auf der Website des Südtiroler Landesdenkmalamts

### Nr. 8: Alte Turnhalle
Freistehend, dem Rathaus gegenüber, befindet sich die 1913 vom städtischen Turnverein erbaute Alte Turnhalle, in der heute diverse Veranstaltungen und Konzerte abgehalten werden.